# كيت كلينتون
كيت كلينتون (بالإنجليزية: Kate Clinton)‏ هي مؤلفة وكاتِبة وصحفية أمريكية، ولدت في 9 نوفمبر 1947 في بوفالو في الولايات المتحدة.

## وصلات خارجية
- الموقع الرسمي
- كيت كلينتون على موقع IMDb (الإنجليزية)
- كيت كلينتون على موقع ديسكوغز (الإنجليزية)
- كيت كلينتون على موقع قاعدة بيانات الفيلم (الإنجليزية)